# 帝國徽寶

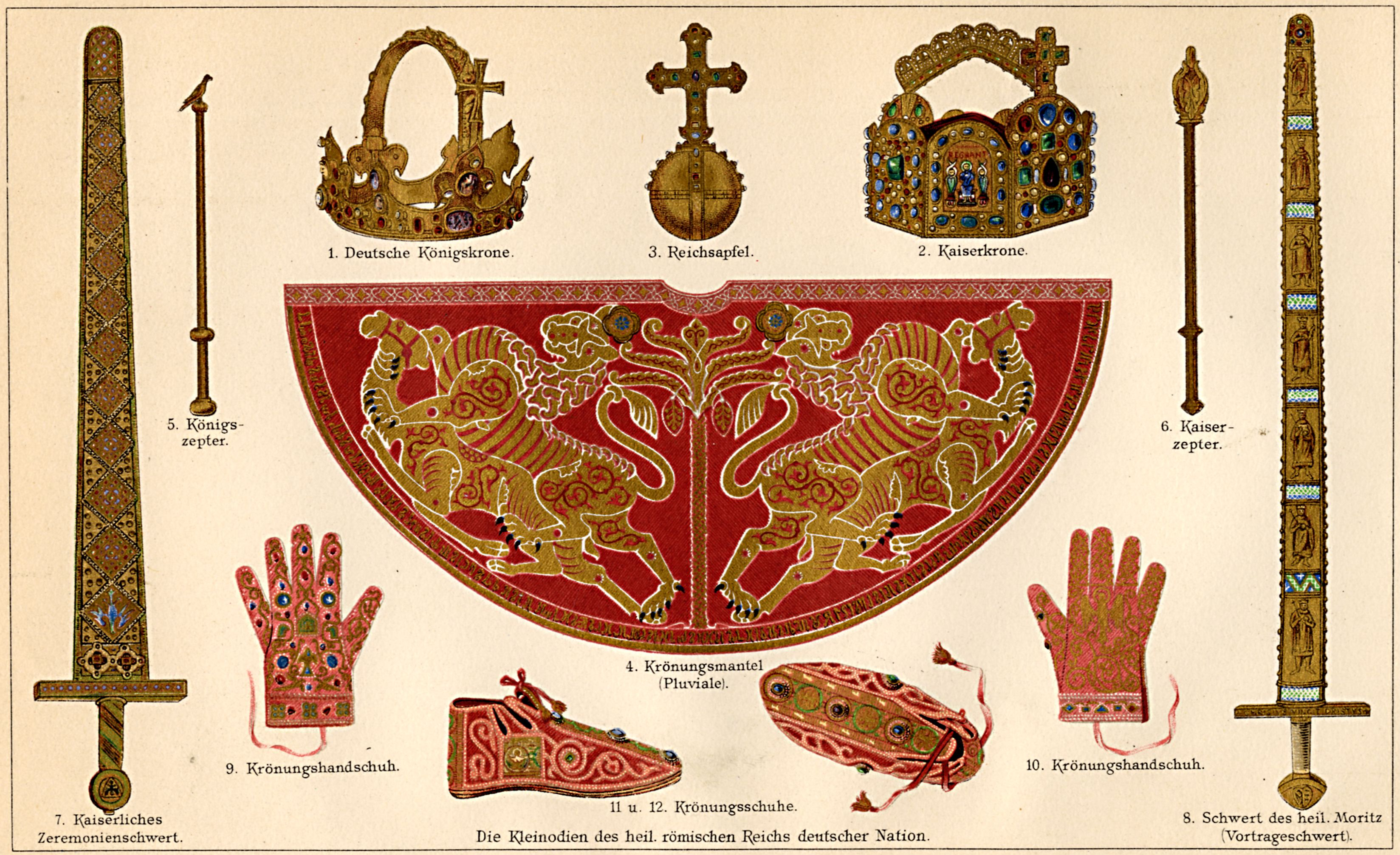
神聖羅馬帝國徽寶的插圖

帝國徽寶（拉丁語：Imperial Regalia，直译：「帝國徽寶、帝國寶藏、帝國象徵」）是指神聖羅馬帝國皇帝與國王的統治象徵，也是唯一幾乎完整保存下來的中世紀加冕禮器。其最重要的組成部分包括帝国皇冠、圣枪、皇室之剑和加冕長袍。從中世紀盛期到1792年，這些法器寶幾乎在所有於亞琛和法兰克福舉行的羅馬人國王與皇帝的加冕儀式中被使用。擁有這些法器被視為統治者合法性的關鍵代表。

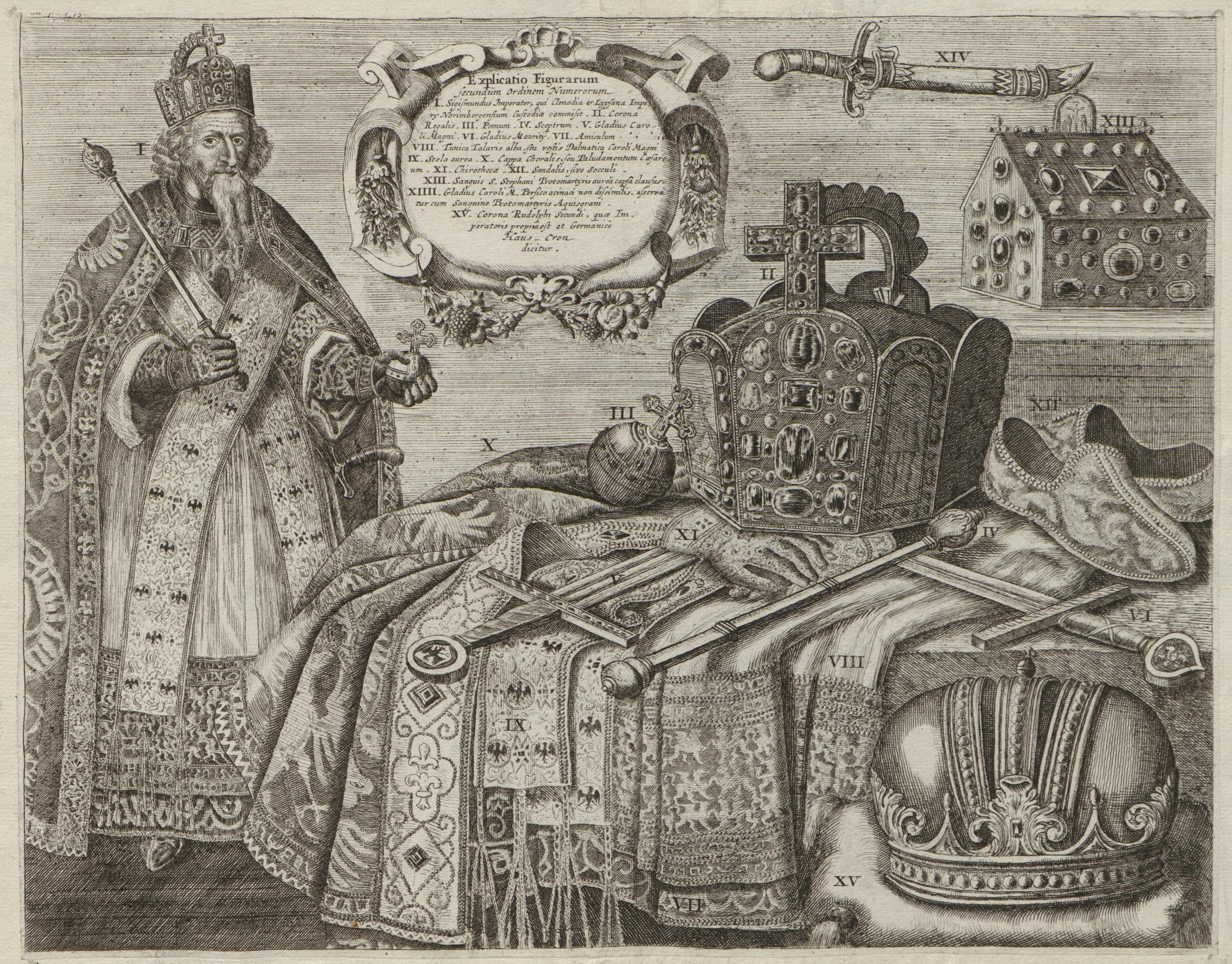
神聖羅馬帝國徽寶的插圖

最初，帝國徽寶被存放於帝國內不同的城堡、修道院和大教堂中。1424年至1797年間，其大部分被保存在紐倫堡的圣灵医院，小部分則存放在亞琛的查理大帝宮廷教堂直至1794年。而之後為了防止在反法同盟戰爭期間落入法軍之手，這批寶藏先被轉移至帕德博恩的方濟嘉布遣會修道院，後又運往帝國議會所在地雷根斯堡。1800年至1801年間，最後一位神聖羅馬皇帝弗朗茨二世下令將其運往維也納以確保安全。
在德奧合併後，這批寶藏於1938年至1945年間再次被送回紐倫堡。二戰結束後，於1946年被歸還奧地利，並自1954年起在維也納的霍夫堡皇宮的寶藏室展出。

## 種類
帝國徽寶依照存放地點可區分成兩大類，一是被稱為紐倫堡徽寶的一大類，也是最為重要的一類，其內容包含了帝国皇冠、部分加冕儀式的禮服、帝國聖球（Reichsapfel）、帝國權杖、帝國之劍與儀式用劍、帝國十字架、聖矛，以及其他除聖史蒂芬聖囊（Stephansbursa）之外的所有其他聖物，該組寶物得名於1424年至1796年間其寶物的存放地為紐倫堡。
而另一種則被稱為亞琛徽寶，包含上述所說的聖史蒂芬聖囊，還有帝國福音書（Reichsevangeliar）以及查理大帝之劍（Säbel Karls des Großen），直至1794年這些寶物都一直存放在亞琛故而得名。然而，這些物品究竟從何時開始被納入帝國徽寶並開始存放於亞琛，已不可考。
| 圖片       | 中文                                                 | 德文 | 可能的產地及製造年份        |
| 亞琛徽寶   | 亞琛徽寶                                             | 亞琛徽寶 | 亞琛徽寶                    |
| ---------- | ---------------------------------------------------- | --- | --------------------------- |
|            | 帝國福音書（加冕福音書）                             | Reichsevangeliar (Krönungsevangeliar)                                                                        | 亞琛，8世紀末               |
|            | 聖史蒂芬聖囊                                         | Stephansbursa                                                                                                | 加洛林風格，9世紀前三分之一 |
|            | 查理大帝之劍                                         | Säbel Karls des Großen                                                                                       | 東歐，9世紀下半葉           |
| 紐倫堡徽寶 |                                                      | |                             |
|            | 帝国皇冠                                             | Reichskrone                                                                                                  | 德國西部，10 世紀下半葉     |
|            | 帝國十字架                                           | Reichskreuz                                                                                                  | 德國西部，約於1024或1025年  |
|            | 聖矛                                                 | Heilige Lanze                                                                                                | 倫巴第，8至9世紀            |
|            | 十字架遺物                                           | Kreuzpartikel                                                                                                | -                           |
|            | 帝國之剑                                             | Reichsschwert                                                                                                | 劍鞘為德國製，11世紀中期    |
|            | 帝國寶球                                             | Reichsapfel                                                                                                  | 德國西部，約12世紀末        |
|            | 加冕斗篷                                             | Krönungsmantel (Pluviale)                                                                                    | 巴勒莫，1133年或1134年      |
|            | 亞麻內襯                                             | Alba | 巴勒莫，1181年              |
|            | 達爾馬提卡長袍                                       | Dalmatica (Tunicella)                                                                                        | 巴勒摩，約1140年            |
|            | 長襪                                                 | Strümpfe | 巴勒摩，約1170年            |
|            | 鞋                                                   | Schuhe | 巴勒摩，約1170年            |
|            | 手套                                                 | Handschuhe                                                                                                   | 巴勒摩，約1130年或約1220年  |
|            | 儀式用劍                                             | Zeremonienschwert                                                                                            | 巴勒摩，1220年              |
|            | 聖披帶                                               | Stola | 中意大利，1338年前          |
|            | 鷹紋長袍                                             | Adlerdalmatika                                                                                               | 德國南部，1350年前          |
|            | 權杖                                                 | Zepter | 德國，14世紀上半葉          |
|            | 聖水灑器                                             | Aspergile | 德國，14世紀上半葉          |
|            | 裝有鐵鍊遺物的聖物箱                                 | Reliquiar mit den Kettengliedern                                                                             | 羅馬或布拉格，約1368年      |
|            | 裝有聖約翰福音傳道者衣物的聖物箱                     | Reliquiar mit einem Gewandstück des Evangelisten Johannes                                                    | 羅馬或布拉格，約1368年      |
|            | 裝有耶穌誕生馬槽碎片的聖物箱                         | Reliquiar mit einem Span der Krippe Christi                                                                  | 羅馬或布拉格，約1368年      |
|            | 裝有聖亞納手臂骨的聖物箱                             | Reliquiar mit dem Armbein der heiligen Anna                                                                  | 可能來自布拉格，1350年後    |
|            | 裝有施洗者聖約翰牙齒的聖物箱                         | Reliquiar mit einem Zahn Johannes des Täufers                                                                | 波西米亞，1350年後          |
|            | 帝國王冠的外盒                                       | Futteral der Reichskrone                                                                                     | 布拉格，1350 年後           |
|            | 布料聖物箱（內含最後晚餐桌布與基督洗腳時的圍裙碎片） | Tuchreliquiare mit einem Stück vom Tischtuch des letzten Abendmahls und der Schürze Christi bei der Waschung | -                           |

紐倫堡徽寶的部分列出了西吉斯蒙德皇帝的持有物

## 帝國徽寶複製品

### 1764 年約瑟夫二世加冕與帝國徽寶的複製品
1764 年4月3日约瑟夫二世在法蘭克福舉行的加冕典禮被加冕為羅馬人的國王，但由於他的父親，前皇帝弗朗茨一世仍然在世且親臨加冕現場，這時便製作了一套與原件相同的加冕禮服複製品出來供約瑟夫二世舉行儀式使用。而這件作品的精湛工藝可從歌德在其著作中的描述得到印證：
「皇帝的家族儀典禮服由紫色絲綢製成，鑲嵌著珍珠與寶石，閃耀奪目。王冠、權杖與帝國寶球同樣令人矚目，因為這些物品都是新的，而對古物的仿製也十分高雅。」——詩與真實(Dichtung und Wahrheit)，第五本，第一章，出自约翰·沃尔夫冈·冯·歌德
然而，歌德在描述時犯了一個錯誤，他誤認為王冠也是複製品。事實上，弗朗茨一世當時所佩戴的是魯道夫二世寶冠（Mitrenkrone Kaiser Rudolfs II.），這頂王冠在半個世紀後成為奧地利帝國皇冠。

### 帝國徽寶複製品的收藏地點
隨著時間的推移，帝國寶藏中的重要物品被多次複製，並分別收藏於以下地點：
- 紐倫堡市立博物館芬博府[2]
- 亚琛市政厅的加冕大廳
- 法蘭克福歷史博物館（1913 年製作）[3]
- 上施瓦本瓦尔德堡的寶藏室
  - 收藏帝國王冠、帝國寶球、權杖、帝國之劍與聖矛
  - 瓦爾德堡家族曾是神聖羅馬皇帝的世襲宮廷總監
- 普法爾茨地區的特里費爾斯城堡（Reichsburg Trifels）
- 罗滕堡的中世紀刑法博物館[4]
  - 收藏王冠、帝國寶球與權杖的複製品

此外，自2012年起，在施瓦本格明德這座最古老的霍亨斯陶芬城市也開始製作權杖、寶球、帝國之劍、手套、王冠、鞋子與加冕長袍的複製品。目前已完成的部分收藏已於Prediger博物館的寶藏室內展出。